# آرثر غولدن
آرثر غولدن (بالإنجليزية: Arthur Golden)‏ كاتب أمريكي بارز. ولد في تشاتانوغا في ولاية تينيسي، وتلقى تعليمه في هارفارد حيث حاز على الإجازة في تاريخ الفنون، وتخصص في الفن الياباني. سنة 1980 حصل على شهادة الدراسات العليا في التاريخ الياباني من جامعة كولومبيا، حيث تعلم أيضاً اللغة الصينية الشمالية. وبعد متابعته دروسه في جامعة بكين عمل في طوكيو ثم عاد إلى الولايات المتحدة ليحوز شهادة دراسات عليا في اللغة الإنكليزية من جامعة بوسطن. اليوم يعيش غولدن في بروكلين (ولاية ماساتشوستس) مع زوجته وولديه. وله العديد من الكتب أشهرهااعترافات غايشا.

## رواياته
- اعترافات غايشا.

## روابط خارجية
- آرثر غولدن على موقع IMDb (الإنجليزية)
- آرثر غولدن على موقع قاعدة بيانات الأفلام العربية
- آرثر غولدن على موقع ألو سيني (الفرنسية)
- آرثر غولدن على موقع أول موفي (الإنجليزية)
- آرثر غولدن على موقع قاعدة بيانات الفيلم (الإنجليزية)
- آرثر غولدن على موقع كينوبويسك (الروسية)